# 久保田茜
久保田 茜（くぼた あかね、3月19日 - ）は、日本の女性声優、舞台女優。埼玉県出身。以前はオフィスPACに所属していた。身長167cm。

## 出演作品

### テレビアニメ
2009年
- 鋼の錬金術師 FULLMETAL ALCHEMIST（男の子B）

2010年
- RAINBOW-二舎六房の七人-（看護婦(2)）

2011年
- ちはやふる（女子生徒）

### 劇場アニメ
- ブレイブ・ストーリー

### 吹き替え
- アグリー・ベティ4
- ER XIV 緊急救命室 #8（ルビー〈クリスタル・ローラー〉）
- ウェイバリー通りのウィザードたち
- ウェイバリー通りのウィザードたち ザ・ムービー
- エイリアス
- 気分はぐるぐる
- クリミナル・マインド FBI行動分析課
- NIP/TUCK マイアミ整形外科医
- 春のワルツ
- BONES
- ヤング・スーパーマン

### ボイスオーバー
- 現代の驚異

### ネットラジオ
- ME*MAPのレストランシアター

### 舞台
- 弟よ〜姉、乙女からの伝言（おりょう）
- サクラ大戦歌謡ショー-新宝島-
- ブルーストッキングの女たち（神近市子）